# Enterobius vermicularis
Enterobius vermicularis es un pequeño nematodo parásito del hombre, conocido popularmente como oxiuro o pidulle. Causa la enfermedad intestinal conocida como oxiuriasis o pidulles cuyo nombre correcto es enterobiasis.
Los oxiuros son gusanos que se encuentran distribuidos mundialmente, siendo el nematodo más común de América. Infecta  principalmente a niños menores de doce años,[cita requerida] que lo pueden adquirir al ingerir alimentos contaminados por manipulación, o debido a la dispersión de los huevos que suele hacer un portador tras rascarse el ano por el prurito que produce la puesta de los huevos en la zona perianal, que lleva a un nuevo portador a adquirirlos por vía bucal, y que, al terminar eclosionando en el intestino, dan inicio a un nuevo ciclo.

## Morfología

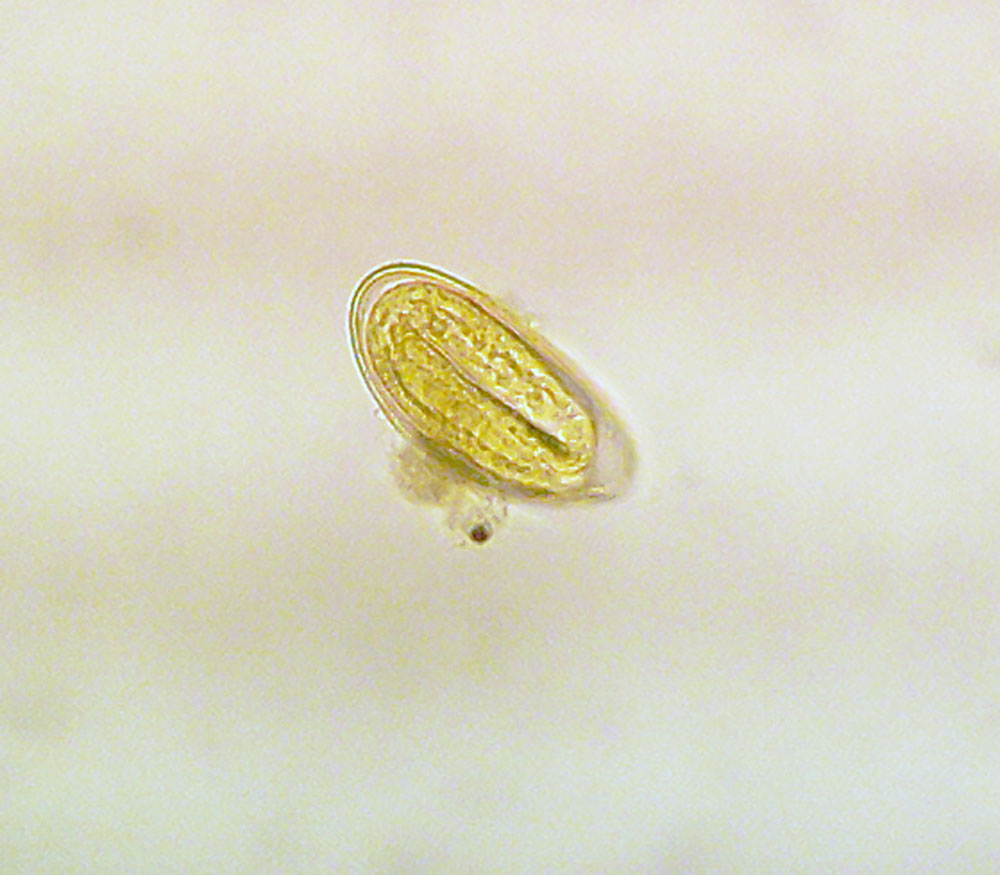
Huevo de Enterobius vermicularis visto al microscopio. Obsérvese la forma característica de letra "D".

Los individuos de Enterobius vermicularis son fusiformes de coloración blanco nacarado, presentan tres labios pequeños con expansiones cefálicas de la cutícula conocidas como aletas cervicales. La extremidad posterior del macho es encurvada ventralmente mientras que la de la hembra es afilada.
Los huevos de Enterobius vermicularis son blancos, transparentes, con un lado aplanado que los hace asemejar a la letra "D", tienen membrana doble y desde la ovipostura están muy evolucionados por lo que normalmente se pueden observar larvas en su interior.

## Ciclo biológico

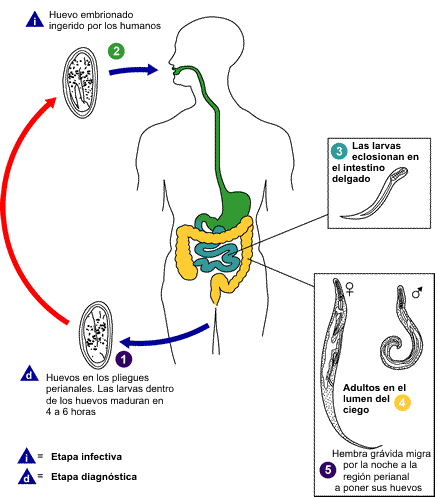
Los huevos son depositados en los pliegues perianales (1). La autoinfección ocurre por la transferencia de huevos infectivos a la boca con las manos que han rascado la zona perianal (2). La infección persona a persona también puede ocurrir a través de la manipulación de ropa contaminada o sábanas. La enterobiasis también puede ser adquirida a través de superficies contaminadas con huevos en el medio ambiente (p.ej., cortinas, alfombras). Un pequeño número de estos huevos pueden ser ingeridos y seguir el mismo ciclo de desarrollo que los huevos ingeridos directamente (2). A continuación de la ingestión de huevos infectivos, las larvas eclosionan en el intestino delgado (3), y los adultos se establecen en el colon (4).
El tiempo que transcurre entre la ingestión de los huevos y la primera ovoposición por parte de las hembras adultas es de alrededor de un mes. La expectativa de vida para un adulto es de aproximadamente dos meses. Las hembras grávidas migran por la noche saliendo por el ano y ponen sus huevos en la piel de la región perianal (5). La larva contenida en el huevo se vuelve infectiva en unas cuatro a seis horas bajo condiciones óptimas. La retroinfección, o la migración de larvas recién eclosionadas desde la región perianal al recto, puede ocurrir, aunque la frecuencia con que esto ocurre es desconocida.

El ciclo vital de Enterobius vermicularis está restringido casi exclusivamente al humano. El macho mide 3-5 mm, la hembra es más grande, llegando a alcanzar los 12 mm . El organismo no soporta las condiciones secas de la intemperie y muere casi inmediatamente, al ser sacado de su hábitat normal.
La contaminación por los huevos ocurre cuando estos son acarreados a alimentos, utensilios de cocina o ropa, o bien directamente a la boca (fenómeno conocido como reinfestación) después de haberse rascado la piel.
La onicofagia está muy asociada a la ingesta de los huevos, un mecanismo de ano-mano-boca.
Los huevos ingeridos eclosionan en el duodeno, y las larvas experimentan dos mudas hasta convertirse en gusanos adultos mientras se desplazan hacia el colon, ciego y apéndice vermicular. La hembra adulta vive entre cinco y trece semanas y el macho unas siete semanas.

## Sintomatología
Aunque puede haber alteraciones gastrointestinales por la presencia del gusano en la cavidad intestinal, el prurito anal es el síntoma más destacado. Además el rascarse frecuentemente puede provocar excoriación en el área y dar origen a una infección bacteriana secundaria. No está demostrado que este parásito pueda provocar bruxismo.
Puede ocurrir una apendicitis fulminante; debido a que el hábitat del adulto es el ciego, puede el mismo migrar a esta área.
En las niñas pequeñas, por una incorrecta higiene personal (limpiarse desde la región perianal hasta la región genital); puede generar una patología a este nivel, causando una posible salpingitis, vulvovaginitis, endometriosis, peritonitis, miometritis, etc.
Una alta carga parasitaria puede ocasionar ataques epileptiformes, náuseas, retortijones, así como manifestar bajos niveles de vitamina B12.

## Diagnóstico
El diagnóstico en el laboratorio de la presencia de oxiuros se efectúa por la recuperación de los huevos (no embrionados, embrionados o larvados) de la piel anal y perianal mediante el uso de la técnica de la cinta adhesiva (cinta de Graham) a través de la cual se pueden observar al microscopio. Las muestras deberán recogerse durante tres días consecutivos para que sean representativas. Al contrario de otros nemátodos intestinales, los huevos de los oxiuros no se encuentran en las heces, mientras que los gusanos adultos pueden aparecer en las heces, o bien aparecer en la cinta adhesiva en el momento del examen si el momento coincide con la deposición de huevos de la hembra en las zonas anal y perianal.

## Control epidemiológico
- Se debe realizar un tratamiento familiar, la persona positiva es muy probable que al rascarse el área perianal, contamine su alrededor, como perillas de puertas, cortinas, alfombras, platos, etc. El tratamiento recomendado es mebendazol.

- Las uñas de las personas deben permanecer cortas y limpias. Se deben lavar las manos antes de comer y al despertarse, a ser posible utilizando un cepillo para uñas para poder eliminar los huevos que puedan haberse adherido entre la piel y la uña.

- No se recomiendan alfombras en los cuartos con personas con Enterobius.

- Se deben lavar frecuentemente las cortinas y ropas, con cloro como desinfectante o a más de 55 °C, pues los huevos de oxiuros no toleran las altas temperaturas. La ropa interior y las sábanas de las personas infectadas han de lavarse diariamente al menos la primera semana tras empezar el tratamiento.

- Es recomendable tender la ropa al sol y permitir la entrada de luz solar en la casa, ya que los huevos de oxiuros son fotosensibles.